# Akrobatik & Geräteriege Winterthur
Die Akrobatik & Geräteriege Winterthur ist ein Schweizer Sportakrobatikverein aus Winterthur.

## Geschichte
Der Verein wurde 1982 die Geräteriege Winterthur als Sektion der Damenriege Winterthur gegründet. Zehn Jahre, 1992, hat sich der Verein parallel zur Gründung des Schweizer Sportakrobatik Verband von der Damenriege gelöst und ist seither eigenständig. Seither veranstaltet der Verein alle zwei Jahre den internationalen Winti-Cup, eine grössere internationale Sportakrobatikveranstaltung mit Teilnehmern aus allen Ländern. Seit 1995 nahm der Verein jeweils am Schweizerabend aller Ausgaben der Gymnaestrada (1995, 1999, 2003, 2007 und 2011) teil und startete an verschiedenen Europa- und Weltmeisterschaften in der Sportakrobatik. 2009 erfolgte die Umbenennung in den heutigen Namen Akrobatik & Geräteriege Winterthur. 2012 war der Winti-Cup gleichzeitig auch Austragungsort der Ersten Offenen Schweizermeisterschaften in der Sportakrobatik, wo die Mehrzahl der Meistertitel an Sportler des Heimverein gingen. Im gleichen Jahr nahm der Verein auch mit ihrer 28-köpfigen Showgruppe WintiAkro an der Fernsehshow Die grössten Schweizer Talente teil und stiess dort ins Halbfinal vor.